# Деревенская проза

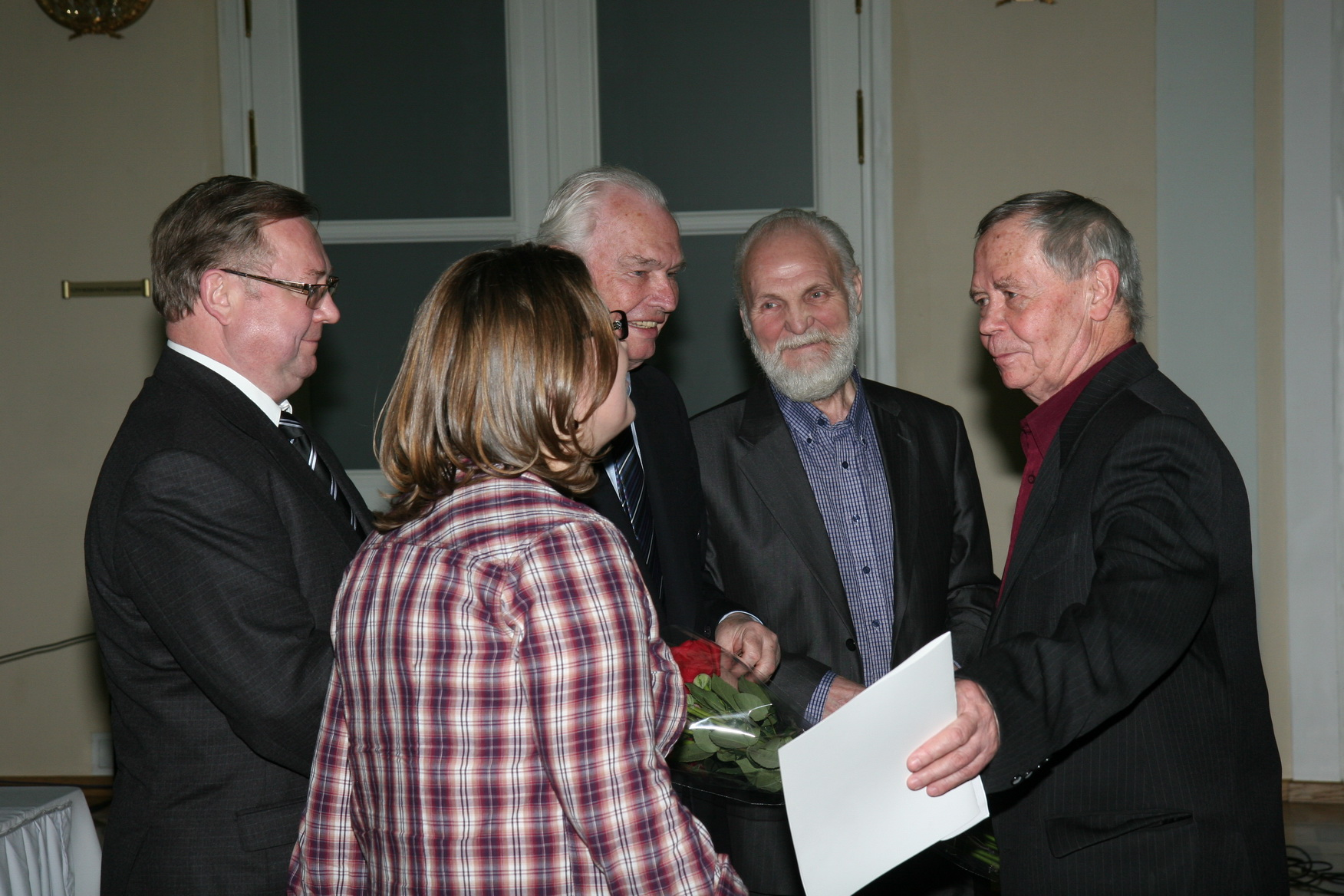
На церемонии вручения Большой литературной премии России в 2011 году: справа Владимир Крупин и Валентин Распутин.

Дереве́нская про́за — направление в русской литературе 1950—1980-х годов, связанное с обращением к традиционным ценностям в изображении современной деревенской жизни.

## История
Хотя отдельные произведения, критически осмысляющие колхозный опыт, начали появляться уже с начала 1950-х (очерки Валентина Овечкина, Александра Яшина, Анатолия Калинина, Ефима Дороша), только к середине 1960-х «деревенская проза» достигла такого уровня художественности, чтобы оформиться в особое направление (большое значение имел для этого рассказ Александра Солженицына «Матрёнин двор»). Тогда же возник и сам термин.
Крупнейшими представителями, «патриархами» направления считаются Фёдор Абрамов, Василий Белов, Валентин Распутин. Яркими и самобытными представителями «деревенской прозы» младшего поколения стали писатель Владимир Солоухин и кинорежиссёр Василий Шукшин.
Полуофициальным органом писателей-деревенщиков являлся журнал «Наш современник». Часто произведения писателей-деревенщиков сталкивались с советской цензурой в книгоиздании, театре и кино.
Начало Перестройки ознаменовалось взрывом общественного интереса к новым произведениям наиболее видных из них («Пожар» Распутина, «Печальный детектив» Виктора Астафьева, «Всё впереди» Белова), но изменение социально-политической ситуации после конца советской власти и распада СССР привело к тому, что центр тяжести в литературе сместился к другим явлениям, и деревенская проза выпала из числа произведений популярного жанра.
Между тем произведения писателей-деревенщиков имеют значение для сохранения русской культуры и исторической памяти. Именно они отразили трагедию коллективизации в СССР («Мужики и бабы» Бориса Можаева, «Касьян Остудный» Ивана Акулова).
В советский период проза деревенищиков часто противоставлялась прозе «городских» писателей (Юрий Трифонов, Андрей Битов и другие).

## Значительные произведения деревенской прозы
| Год  | Название                   | Автор                          |
| ---- | -------------------------- | ------------------------------ |
| 1953 | «Очерки о колхозной жизни» | Овечкин, Валентин Владимирович |
| 1957 | «Братья и сёстры»          | Абрамов, Фёдор Александрович   |
| 1963 | «Матрёнин двор»            | Солженицын, Александр Исаевич  |
| 1965 | «На Иртыше»                | Залыгин, Сергей Павлович       |
| 1966 | «Привычное дело»           | Белов, Василий Иванович        |
| 1966 | «Живой»                    | Можаев, Борис Андреевич        |
| 1966 | «Любавины»                 | Шукшин, Василий Макарович      |
| 1968 | «Чёрные доски»             | Солоухин, Владимир Алексеевич  |
| 1976 | «Прощание с Матёрой»       | Распутин, Валентин Григорьевич |
| 1976 | «Царь-рыба»                | Астафьев, Виктор Петрович      |
| 1978 | «Касьян Остудный»          | Акулов, Иван Иванович          |
| 1982 | «Живая вода»               | Крупин, Владимир Николаевич    |

## Современные писатели, продолжатели традиций деревенской прозы
Среди продолжателей традиций прозы деревенщиков обычно называют таких современных писателей, как Роман Сенчин («Ёлтышевы», 2009, «Зона затопления», 2015, и некоторые рассказы), Михаил Тарковский («За пять лет до счастья», 2001, «Замороженное время» 2003, «Енисей, отпусти!», 2009, «Тойота-креста», 2009), отчасти Захар Прилепин («Грех», 2007), Наталья Ключарёва («Деревня дураков», 2010), Моше Шанин («Места не столь населённые», 2016), Дмитрий Новиков («Голомяное пламя», 2016), Алексей А. Шепелёв («Мир-село и его обитатели», 2017), Светлана Викарий («Вот моя деревня», 2012) и др. К деревенской прозе относит свои рассказы Илья Луданов. К деревенской прозе примыкают песни Игоря Растеряева.